# Хлебутин, Евгений Борисович
Евгений Борисович Хлебутин (18.01.1925, с. Макаро-Петровское Конышевского р-на Курской области — 2008, Москва) — учёный, специалист в области экономики мирового сельского хозяйства и продовольственных проблем. Член-корреспондент ВАСХНИЛ (1975).
Участник Великой Отечественной войны. В 1952 окончил Московскую сельскохозяйственную академию им. К. А. Тимирязева (ТСХА). В 1952—1961 аспирант, ассистент (1956), доцент (1959) ТСХА.
В 1962—1968 эксперт Европейской экономической комиссии ООН (Швейцария).
С 1968 доцент, докторант, проректор (1972-1981) по научной работе, заведующий кафедрой (1975—1990), профессор (1973—2003) ТСХА. Одновременно в 1981—1989 начальник Главного управления науки МСХ СССР, заместитель заведующего отделом Госагропрома СССР. По его инициативе в ТСХА создана первая в стране кафедра мирового сельского хозяйства.
Доктор экономических наук (1972, тема диссертации «Проблемы экономики производства и потребления зерна»). Член-корреспондент ВАСХНИЛ (1978).
Заслуженный деятель науки РСФСР (1985). Награждён орденом «Знак Почета» (1975), 10 медалями СССР и РФ.
Участник Великой Отечественной войны. Осенью 1941 г. участвовал в создании оборонительных сооружений под Вязьмой. В январе 1943 г. призван в армию. В 1944 г. в звании младшего лейтенанта окончил Маршанское стрелково-минометное училище. Служил в Группе Советских Вооруженных Сил в Германии. Награжден пятью военными медалями. Демобилизован в 1947 г.
С 1952 по 1961 г. - аспирант, ассистент (1956), доцент (1959) ТСХА. С 1962 по 1968 г. - экс-перт Европейской экономической комиссии ООН (Швейцария). С 1968 г. - доцент, докторант, про-ректор (1972-1981) по научной работе, заведующий кафедрой (1975-1990), профессор (1973-2003) ТСХА. Одновременно в 1981-1989 гг. - начальник Главного управления науки Минсельхоза СССР, заместитель заведующего отделом Госагропрома СССР. По его инициативе в ТСХА создана первая в стране кафедра мирового сельского хозяйства.
В результате своих исследований Е.Б. Хлебутин он подготовил изданную в 1975 г. монографию «Экономика зернового хозяйства в развитых капиталистических странах». Книга представляет собой фундаментальный труд по проблемам зарубежного зернового хозяйства за послевоенный период. Работа не потеряла своего научного и практического значения и до настоящего времени, так как в ней проанализированы новые явления в аграрной экономике - такие, как резкое ускорение в условиях научно-технической революции, интенсификация зернового хозяйства, рост преимуществ зерновых перед пропашными и травами по целому ряду эффективности повышения зерноёмкости животноводства. Особую актуальность имели рекомендации автора по использованию зерна в кормовых ресурсах в условиях перевода животноводства на промышленные технологии. Е.Б. Хлебутин обоснованно предостерегал специалистов, плановые органы от вредного и опасного крена в структуре кормовой базы в сторону чрезмерного насыщения рационов скота и птицы зерном. Он убедительно показал, что это ведёт (особенно в хозяйствах с низкой и умеренной продуктивностью скота) удорожанию себестоимости мяса и молока, создаёт неправильное представление об истинной потребности животноводства в зерне. Исследования автора опровергают весьма распространённую среди учёных и производственников точку зрения о том, что животноводство в развитых капиталистических странах прогрессирует за счёт массированного использования зерна и других концентрированных кормов. Доступ к огромному массиву статистических данных ЕЭК и ФАО позволил Е.Б. Хлебутину сделать серьёзный анализ и обобщение мировых процессов по зерновой проблеме.
В дальнейшем, в своих исследованиях Е.Б. Хлебутин обращался и к другим темам: к глобальной и региональной продовольственной проблеме в мире и в СССР, к научному обеспечению Продовольственной программы страны, к вопросам планирования и организации науки в масштабах СССР, к методическому обеспечению преподавания в вузах мировой аграрной экономики и др.
В 1975 г. по инициативе профессора Е.Б. Хлебутина в Тимирязевке была создана первая специализированная кафедра в системе сельскохозяйственных вузов страны -кафедра мирового сельского хозяйства. Следует сказать, что в середине 50-х гг. курс «Мировое сельское хозяйство» читался профессором кафедры «Экономика сельского хозяйства» Иваном Степановичем Кувшиновым. Профессор И.С. Кувшинов был учителем и научным руководителем Евгения Борисовича Хлебутина. Закономерно, что в новых обстоятельствах он продолжил дело своего учителя. Идею создания новой кафедры диктовала сама жизнь. В стране рос интерес учёных и практиков к зарубежному опыту, к возможностям использования его в наших условиях.
Е.Б. Хлебутин внес большой вклад в развитие науки в ТСХА. При его активном и непосредственном участии возрос объём научной работы, углубились и расширились исследования. повысилась их эффективность. Большое внимание профессор уделял становлению молодых, талантливых учёных Академии. В этот период совершенствовалось планирование и организация НИР. проводилась модернизация материально-технической базы, улучшалось оснащение кафедр и лабораторий. В результате заметно возрос объём научной продукции. Академия действенно помогала производству в решении практических задач повышения продуктивности и экономической эффективности основных отраслей, особенно в Нечернозёмной зоне страны. Им опубликовано более 150 работ в том числе 10 книг, 4 монографии. Подготовил 3 доктора наук и 39 кандидатов экономических наук.
Заслуженный деятель науки РСФСР (1985). Награждён орденом «Знак Почета» (1975), 10 медалями. Умер в Москве.
Российский государственный аграрный университет МСХА имени К.А. Тимирязева 12 октября 2010 г. увековечил память доктора сельскохозяйственных наук, профессора, члена-корреспондента РАСХН Е.Б. Хлебутина. установив мемориальную доску на здании экономического факультета, где он трудился с 1973 по 2008 гг.
Книги:
- Экономика зернового хозяйства в развитых капиталистических странах. — М.: Колос, 1975. — 320 с.
- Основы научного управления социалистическим сельскохозяйственным производством: Учеб. пособие для рук. колхозов, совхозов и об-ний / Соавт.: С. И. Сдобнов и др. — 3-е изд., перераб. и доп. — М.: Экономика, 1977. — 392 с.
- Программа курса “Мировое сельское хозяйство”. Соавт. Г.П. Баранова. М.: МСХА, 1991. 15 с.
- Программа курса “Основы внешнеэкономических связей”. Соавт.: А.В. Пошатаев и др. М.: МСХА, 1991. 11 с.
- Программа курса “Мировая экономика”. Соавт.: В.П. Коровкин и др. М.: МСХА, 1996. 23 с.
- Продовольственная безопасность России: состояние и проблемы. Соавт.: В. Коровкин, И. Ленчевский. // Международный с.-х. журн. 2003. № 3. С. 38–44.
- Историко-экономические проблемы развития зернового хозяйства в России // Международный сельскохозяйственный журнал 2005.- №5.- С. 65-66.
- Нас подружила Тимирязевка. Памяти Н.Т. Козлова. М.: Вагриус.- 2006.- 46 с.